# Nabeshima Katsushige
Nabeshima Naoshige (鍋島 直茂?; 4 dicembre 1580 – 7 maggio 1657) è stato un daimyō giapponese del  periodo Edo della provincia di Hizen.

## Biografia
Katsushige era figlio di Nabeshima Naoshige e nacque il 4 dicembre 1580.
Fu mandato da suo padre per servire Tokugawa Ieyasu nella campagna di Sekigahara del 1600, ma fu quasi convinto a unirsi a Ishida Mitsunari. Di conseguenza fu richiamato nel Kyūshū da suo padre e fu per questo in grado di ereditare il feudo Nabeshima. In seguito si unì ai Tokugawa durante la campagna di Osaka e gli venne ordinato di rimanere nel Kyūshū per prevenire, se necessario, l'intervento del clan Shimazu. Prese parte, assieme ai due figli, alla soppressione della rivolta di Shimabara nel 1637 e alla fine gli successe il nipote Mitsushige (1632-1700), figlio di Nabeshima Tadanao. Morì il 7 maggio 1657.